# Ayn Rand
Ayn Rand (/ˈaɪn ˈrænd/; născută Alisa Zinovievna Rosenbaum, rusă Али́са Зино́вьевна Розенба́ум; n. 2 februarie 1905, Sankt Petersburg, Imperiul Rus – d. 6 martie 1982, New York City, New York, SUA) a fost o romancieră⁠(d), filosoafă, dramaturgă și scenaristă americană de origine rusă.
A absolvit Universitatea din Petrograd, apoi a emigrat în SUA în 1926.  Ea este cunoscută pentru cele două romane de succes ale ei, Izvorul și Revolta lui Atlas, și pentru dezvoltarea unui sistem filosofic numit de ea „obiectivism”. Educată în Rusia, s-a mutat în Statele Unite în 1926. În anii 1935–1936 a scris o piesă de teatru care s-a jucat pe Broadway. După primele două romane, care la început nu au avut succes în America, a ajuns celebră cu romanul The Fountainhead din 1943.
În 1957, Rand și-a publicat cea mai cunoscută lucrare, romanul Revolta lui Atlas. După aceea, a recurs la non-ficțiune pentru a-și promova filosofia, publicându-și propriile reviste și lansând mai multe colecții de eseuri până la moartea sa în 1982. Rand a susținut rațiunea ca singurul mijloc de a dobândi cunoștințe, și a respins credința și religia. Ea susținea egoismul rațional și etic, și respingea altruismul. În politică, ea a condamnat primul recurs la forță ca fiind imoral, și s-a opus colectivismului și etatismului, dar și anarhismului, susținând în schimb un capitalism Laissez-faire, pe care l-a definit drept un sistem bazat pe recunoașterea drepturilor individuale. În artă, Rand a promovat realismul romantic. Ea a fost extrem de critică cu cei mai mulți filozofi și cu tradițiile filosofice cunoscute de ei, cu excepția lui Aristotel, a lui Toma d'Aquino, și a liberalilor clasici.
Criticii literari au primit operele de ficțiune ale lui Rand cu recenzii mixte, iar mediul academic, în general, i-a ignorat sau i-a respins filosofia, deși interesul academic a crescut în ultimele decenii. Mișcarea obiectivistă încearcă să-i răspândească ideile, atât în rândul publicului cât și în mediul academic. Ea a avut o influență semnificativă asupra libertarienilor și conservatorilor americani.

## Viața

### Viața timpurie
Rand s-a născut Alisa Zinovievna Rosenbaum (rusă Али́са Зиновьевна Розенбаум) la 2 februarie 1905, într-o familie burgheză evreiască rusă din Sankt Petersburg. Ea a fost cea mai mare dintre cele trei fiice ale lui Zinovi Zaharovici Rosenbaum și ale soției lui, Anna Borisovna (născută Kaplan), în mare parte evrei nereligioși. Zinovi Rosenbaum era un farmacist și om de afaceri de succes, care ajunsese să dețină o farmacie și clădirea în care aceasta era situată. Cu o pasiune pentru artele liberale, Rand a spus mai târziu că școala i se părea neinteresantă și a început să scrie scenarii la vârsta de opt ani și romane de la vârsta de zece ani. La prestigiosul gimnaziu Stoiunina, o prietenă apropiată a ei a fost sora mai mică a lui Vladimir Nabokov, Olga. Cele două fete împărtășeau un interes intens față de politică și aveau să dezbată la conacul Nabokov⁠(d): în timp ce Nabokova apăra monarhia constituțională, Rand sprijinea idealurile republicane. Ea avea doisprezece ani la momentul Revoluției din Februarie 1917, evenimente în care ținea cu Aleksandr Kerenski împotriva țarului Nicolae al II-lea.
Revoluția din Octombrie și dominația bolșevică a lui Vladimir Lenin i-au perturbat viața de familie de care până atunci se bucurase. Afacerea tatălui ei a fost confiscată și familia strămutată. Au fugit în Peninsula Crimeea, care inițial a fost sub controlul Armatei Albe în timpul Războiul Civil Rus. Mai târziu, ea și-a amintit că, în liceu, a hotărât că este atee și că prețuiește rațiunea mai presus de orice altă virtute omenească. După absolvirea liceului în Crimeea la 16 ani, Rand s-a întors cu familia ei la Petrograd (cum era denumit orașul Sankt Petersburg la acel moment), unde s-a confruntat cu niște condiții disperate, uneori aproape murind de foame.

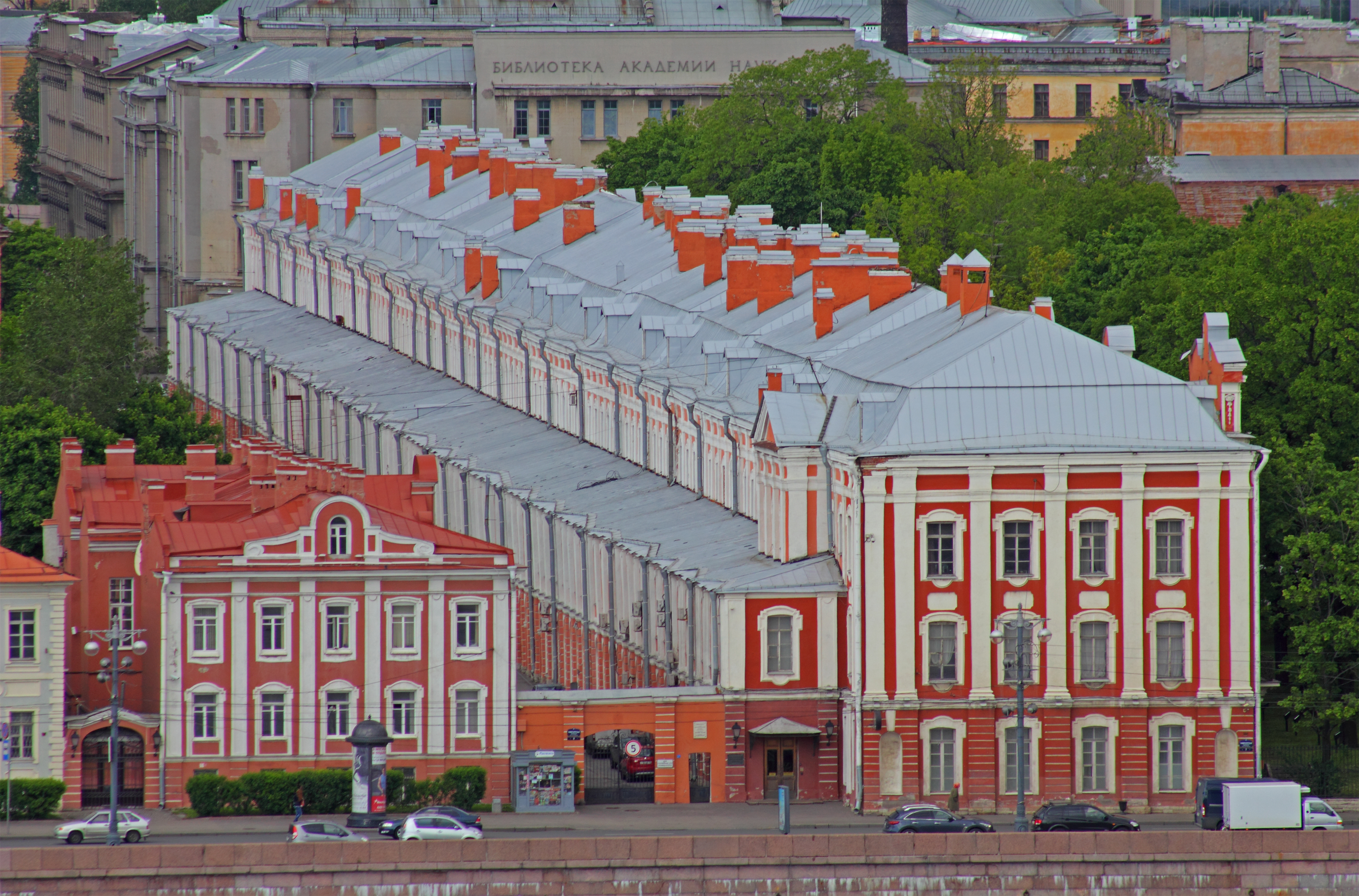
Rand a studiat trei ani la Universitatea de Stat din Petrograd.

După Revoluția Rusă, universitățile au fost deschise și pentru femei, ceea ce i-a permis lui Rand să fie în primul grup de femei care s-a înscris la Universitatea de Stat din Petrograd, unde, la vârsta de 16 ani, a început studiile la facultatea de pedagogie socială, specializându-se în istorie. La universitate a luat contact cu scrierile lui Aristotel și Platon, i-au fost cea mai mare influență și, respectiv, contra-influență. O a treia figură ale cărei lucrări filosofice le-a studiat foarte mult a fost Friedrich Nietzsche. Capabilă să citească în franceză, germană și rusă, Rand i-a descoperit și pe scriitorii Fiodor Dostoievski, Victor Hugo, Edmond Rostand, și Friedrich Schiller, care i-au devenit preferați permanenți.
Împreună cu multe alte studente „burgheze”, Rand a fost epurată din universitate, cu puțin înainte de absolvire. Cu toate acestea, după plângerile unui grup de oameni de știință străini, aflați în vizită, multora dintre studenții epurați li s-a permis să-și finalizeze studiile și să absolvească, ceea ce a făcut și Rand în octombrie 1924. Ulterior, ea a studiat timp de un an de la Colegiul de Stat pentru Artele Ecranului din Leningrad. Ca una din teme, ea a scris un eseu despre actrița poloneză Pola Negri, devenit prima ei lucrare publicată.
În acest moment, ea deja hotărâse să-și semneze lucrările profesionale cu numele de Rand, posibil, o scriere prescurtată în alfabet chirilic a numelui ei de familie, și a adoptat numele de Ayn, fie de la numele finlandez Aino⁠(d), sau din cuvântul ebraic עין (ayin, care înseamnă „ochi”).

### Sosirea în Statele Unite

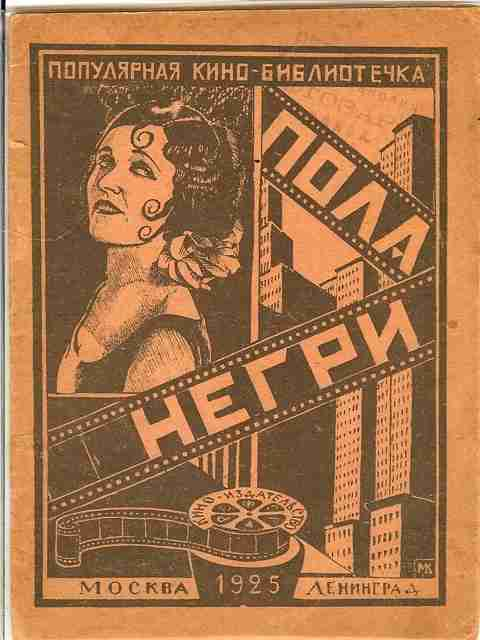
Coperta primei lucrări publicate a lui Rand, o monografie în 2500 de cuvinte despre femme fatale Pola Negri, publicată în 1925.

În toamna anului 1925, Rand a primit viză pentru vizitarea unor rude din America. A plecat la 17 ianuarie 1926. Când a ajuns la New York, pe 19 februarie 1926, a fost atât de impresionată de clădirile din Manhattan că a plâns cu ceea ce avea mai târziu să descrie ca „lacrimi de splendoare”. Intenționând să rămână în Statele Unite ale Americii pentru a deveni scenaristă, ea a trăit timp de câteva luni cu rudele din Chicago, dintre care una deținea un cinematograf și i-a permis să vizioneze gratuit zeci de filme. Apoi, a plecat la Hollywood, California.
Inițial, Rand a avut dificultăți la Hollywood și a acceptat locuri de muncă de jos pentru a avea bani pentru cheltuieli de bază. O întâlnire întâmplătoare cu celebrul regizor Cecil B. DeMille i-a adus un post de figurantă în filmul Regele regilor⁠(d), precum și alte munci ulterioare ca scenaristă junioare. În timp ce lucra la Regele regilor, ea a întâlnit un tânăr actor aspirant, Frank O'Connor; cei doi s-au căsătorit pe 15 aprilie 1929. Ea a devenit rezidentă permanentă în SUA⁠(d) în iulie 1929, și a devenit cetățean american⁠(d) la 3 martie 1931. Prin 1930, avea locuri de muncă diverse și, în paralel, scria. Atunci a lucrat un timp și ca șef al departamentului de costume la RKO Studios. A făcut mai multe încercări de a-și aduce părinții și surorile în Statele Unite, dar nu a reușit să obțină permisiunea de a emigra.

### Ficțiunea timpurie
Primul succes literar al lui Rand a venit cu vânzarea scenariului Pionul roșu⁠(d) la Universal Studios în 1932, dar acesta nu a fost niciodată produs. Acesta a fost urmat de drama judiciară Noaptea de 16 ianuarie⁠(d), produs mai întâi de E. E. Clive la Hollywood în 1934 și apoi redeschis cu succes pe Broadway în anul 1935. În fiecare noapte, „juriul” era selectat din membri ai publicului, și se juca unul dintre cele două finaluri diferite posibile, în funcție de „verdictul” juriului. În 1941, Paramount Pictures a produs un film bazat vag pe această piesă de teatru⁠(d). Rand nu a participat la producție și a fost extrem de critică față de rezultat. Ideal este un roman și o piesă scrisă în 1934, care au fost publicate pentru prima dată în 2015 de moștenitorii ei. Eroina este o actriță care întruchipează idealurile Randiene.
Primul roman publicat al lui Rand, opera semi-autobiografică Noi, cei vii⁠(d), a fost publicată în 1936. Acțiunea se desfășura în Rusia Sovietică, și prezenta lupta dintre individ și stat. În prefața ediției din 1959, Rand declar că Noi, cei vii „este la fel de aproape de o autobiografie cât aș putea scrie vreodată. Nu este o autobiografie în sens literal, ci numai în sens intelectual. Acțiunea este inventată, contextul nu...” Vânzările inițiale au fost slabe și editura americană l-a scos de la imprimare, deși edițiile europene au continuat să se vândă. După succesul romanelor de mai târziu, Rand a reușit să publice o versiune revizuită în 1959, care s-a vândut în peste trei milioane de exemplare. În 1942, fără știrea sau permisiunea lui Rand, romanul a fost adaptat în două filme italiene, Noi vivi și Addio, Kira. Redescoperite în anii 1960, aceste filme au fost re-editate într-o nouă versiune, aprobată de Rand și relansate sub titlul Noi, cei vii⁠(d), în 1986.
Nuvela Imnul a fost scrisă în timpul unei pauze din scrierea romanului The Fountainhead. Acesta prezintă viziunea unei lumi distopice în care colectivismul totalitar a triumfat într-o asemenea măsură încât chiar și cuvântul „eu” a fost uitat și înlocuit cu „noi”. A fost publicat în Anglia în 1938, dar Rand nu a putut la început să găsească o editură americană. Ca și Noi, cei vii, succesul de mai târziu i-a permis lui Rand să obțină publicarea unei versiuni revizuite în 1946, care s-a vândut în peste 3,5 milioane de exemplare.

### The Fountainheadși activismul politic
În timpul anilor 1940, Rand a devenit activă politic. Atât ea, cât și soțul ei au lucrat ca voluntari pe toată durata campaniei prezidențiale a republicanului Wendell Willkie⁠(d). Această activitate i-a adus lui Rand prima experiență de vorbit în public, inclusiv răspunsuri la întrebările uneori ostile din partea publicului din New York care tocmai văzuseră jurnale de știri pro-Willkie, o experiență care i-a plăcut foarte mult. Această activitate a adus-o și în contact cu alți intelectuali ce simpatizau cu capitalismul cu piață liberă. Ea s-a împrietenit cu jurnalistul Henry Hazlitt și cu soția lui, iar Hazlitt i-a prezentat-o economistului de Școală Austriacă Ludwig von Mises. În ciuda diferențelor de viziune filozofică între ei, Rand a sprijinit puternic, de-a lungul carierei, scrierile ambilor, și amândoi și-au exprimat admirația pentru ea. Odată, Mises a spus despre Rand că este „cel mai curajos om din America”, o laudă care a încântat-o în mod deosebit datorită folosirii cuvântului „om” în loc de „femeie”. Rand a fost prietenă cu scriitoarea libertariană Isabel Paterson⁠(d). Rand o întreba pe bine informata Paterson despre istoria și politica Americii până la ore târzii în timpul numeroaselor lor întâlniri și i-a dat lui Paterson idei pentru singura ei carte de non-ficțiune, Dumnezeul mașinii⁠(d).
Primul mare succes al lui Rand ca scriitoare a venit cu Izvorul în 1943, un roman romantic și filosofic pe care l-a scris de-a lungul a șapte ani. Romanul are ca subiect un tânăr arhitect nedispus la compromisuri, pe nume Howard Roark, și pe lupta lui împotriva celor care încearcă să trăiască prin alții, punându-i pe alții mai presus de ei înșiși. Acesta a fost respins de douăsprezece edituri până când a fost acceptat în cele din urmă de către Bobbs-Merrill Company⁠(d) la insistentele editorului Archibald Ogden, care a amenințat cu demisia dacă angajatorul său nu-l publică. În timp ce termina romanul, lui Rand i s-a prescris benzedrină, o amfetamină, pentru a lupta împotriva oboselii. Medicamentul a ajutat-o să lucreze multe ore pentru a respecta un termen limită pentru livrarea romanului terminat, dar atunci când cartea a fost gata, ea era atât de epuizată că medicul i-a recomandat două săptămâni de odihnă. Utilizarea acestei substanțe timp de circa trei decenii a contribuit la ceea ce unii dintre asociații ei ulteriori au descris ca fiind o stare de spirit volatilă.
The Fountainhead a devenit în cele din urmă un succes la nivel mondial, aducându-i lui Rand faima și siguranța financiară. În 1943, Rand a vândut drepturile pentru o adaptare cinematografică lui Warner Bros., și s-a întors la Hollywood pentru a scrie scenariul. Terminând munca la acest scenariu adaptat, a fost angajată apoi de producătorul Hal Wallis ca scenaristă și consultant pentru scenarii. Pentru Wallis, ea a lucrat la scenariile filmelor nominalizate pentru Oscar Love Letters⁠(d) și You Came Along⁠(d). Acest rol i-a dat lui Rand timp pentru a lucra la alte proiecte, inclusiv la o tratare ca non-ficțiune a filosofiei ei, intitulată Baza morală a individualismului. Deși cartea nu a fost niciodată terminată, o versiune scurtată a fost publicată sub forma unui eseu intitulat „The Only Path to Tomorrow”, în ediția din ianuarie 1944 a revistei Reader's Digest.
Rand și-a extins implicarea în activismul pentru piață liberă și anti-comunism în timp ce lucra la Hollywood. Ea s-a implicat în grupul anticomunist Motion Picture Alliance for the Preservation of American Ideals⁠(d), de la Hollywood, și a scris articole în numele grupului. Ea a aderat și la organizația anticomunistă American Writers Association⁠(d). O vizită a lui Isabel Paterson care a venit să se întâlnească cu asociații lui Rand California a condus la o distanțare între cele două, atunci când Paterson a făcut comentarii pe care Rand le-a considerat nepoliticoase față de unii aliați politici pe care ea îi aprecia. În 1947, în timpul celei de a Doua Panici Roșii, Rand a depus mărturie ca „martor prietenos”, în fața Comisiei pentru Activități Neamericane a Camerei Reprezentanților⁠(d). Mărturia ei a descris diferențele dintre experiențele sale personale în Uniunea Sovietică și reprezentarea în filmul Cântecul Rusiei⁠(d) din 1944. Rand a susținut că filmul prezintă într-o lumină extrem de falsă condițiile din Uniunea Sovietică, înfățișând viața de acolo ca fiind mult mai bună și mai fericită decât era ea de fapt. Ea intenționa să critice și foarte lăudatul film din 1946 Cei mai frumoși ani ai vieții noastre pentru ceea ce ea considera a fi o  prezentare negativă a lumii afacerilor, dar nu i s-a permis să depună mărturie despre acesta. Când a fost întrebată după audieri despre sentimentele ei cu privire la eficacitatea investigațiilor, Rand a descris procesul ca fiind „fără rost”.
După mai multe amânări, versiunea cinematografică a romanului The Fountainhead a fost lansată în 1949. Deși a folosit scenariul lui Rand cu minime modificări, ei i-a „displăcut filmul de la început până la sfârșit”, plângându-se de calitatea montajului, a jocului actoricesc, și de a altor elemente.

### Revolta lui Atlasși obiectivismul

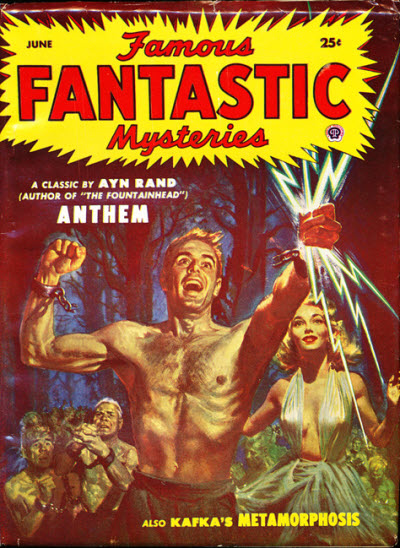
Nuvela lui Rand Imnul a fost retipărită în numărul din iunie 1953 al revistei '.

În anii de după publicarea lui The Fountainhead, Rand a primit numeroase scrisori de la cititori, dintre care unii au fost profund influențați de carte. În 1951, Rand s-a mutat de la Los Angeles la New York, unde a adunat în jurul ei un grup de astfel de admiratori. Din acest grup (denumit în glumă „Colectivul”) făceau parte viitorul președinte al Federal Reserve,⁠(d) Alan Greenspan, un tânăr student la psihologie pe nume Nathan Blumenthal (mai târziu Nathaniel Branden⁠(d)) și soția lui, Barbara⁠(d), precum și vărul Barbarei, Leonard Peikoff⁠(d). La început, grupul a fost o întâlnire informală de prieteni care se întâlneau cu Rand la sfârșit de săptămână în apartamentul ei pentru a discuta filosofie. Mai târziu, ea a început să le dea să citească schițele pentru noul ei roman, Revolta lui Atlas, pe măsură ce scria paginile de manuscris. În 1954, relația strânsă a lui Rand cu tânărul Nathaniel Branden s-a transformat într-o legătură romantică, cu acordul soților lor.
Revolta lui Atlas, publicat în 1957, a fost considerat magnum opus-ul lui Rand. Rand descria tema romanului ca fiind „rolul minții în existența omului—și, ca un corolar, demonstrația unei noi filosofii morale: moralitatea auto-interesului rațional.” Ea susținea principii de bază ale filosofiei obiectivismului, creată de Rand, și exprima conceptul de realizare umană. Intriga implică un mediu distopic al Statelor Unite ale Americii, în care cei mai creativi industriași, oameni de știință și artiști răspund unei guvernări pe principiul statului social prin grevă și retragerea în munți unde construiesc o economie liberă independentă. Eroul romanului și liderul grevei, John Galt⁠(d), descrie greva ca fiind „oprirea motorului lumii” prin retragerea minților persoanelor celor mai capabile persoane care contribuiau cel mai mult la bogăția și realizările națiunii. Prin această grevă fictivă, Rand a intenționat să ilustreze că, fără eforturile celor raționali și productivi, economia s-ar prăbuși și societatea s-ar destrăma. Romanul include elemente de romantism, mister și science-fiction, și conține cea mai extinsă afirmare a obiectivismului din oricare din operele sale de ficțiune, un lung monolog al personajului Galt.
În ciuda multor comentarii negative, Revolta lui Atlas a devenit un bestseller internațional. Într-un interviu cu Mike Wallace⁠(d), Rand s-a declarat „cel mai creativ gânditor în viață”. După terminarea romanului, Rand a căzut într-o depresie severă. Revolta lui Atlas a fost ultima lucrare de ficțiune finalizată de Rand; un punct de cotitură în viața ei, aceasta a marcat sfârșitul carierei de romancier a lui Rand și începutul rolului ei de filosof popular.
În 1958, Nathaniel Branden a înființat Nathaniel Branden Lectures, mai târziu încorporat ca Nathaniel Branden Institute⁠(d) (NBI), pentru a promova filosofia lui Rand. Membrii colectivului țineau prelegeri pentru NBI și scriau articole pentru periodicele obiectiviste⁠(d) editate de ea. Rand a publicat mai târziu unele dintre aceste articole în formă de carte. Criticii, inclusiv unii foști studenți ai NBI și Branden însuși, au descris cultura NBI ca una de conformism intelectual și admirație excesivă față de Rand, unii descriind NBI și mișcarea obiectivistă însăși în sine ca o sectă⁠(d). Rand și-a exprimat opinii cu privire la o gamă largă de subiecte, de la literatură și muzică la sexualitate și părul facial, iar unii dintre adepții ei îi imitau preferințele, purtând haine similare celor purtate de personajele din romanele ei și cumpărând mobilier ca al ei. Rand nu era impresionată de multe dintre studenții NBI și le impunea standarde stricte, uneori reacționând cu răceală sau furios la cei care nu erau de acord cu ea. Cu toate acestea, unii foști studenți NBI cred amploarea acestor comportamente a fost exagerată, problema concentrându-se în rândul celor mai apropiați adepți ai lui Rand din New York.

### Sfârșitul vieții
De-a lungul deceniilor anilor 1960 și 1970, Rand a elaborat și promovat o filosofie obiectivistă prin lucrări de non-ficțiune și prin prelegeri ținute studenților de la instituții precum Yale, Princeton, Columbia, Harvard și MIT. Ea a primit un doctorat onorific de la Colegiul Lewis & Clark⁠(d) în 1963. De asemenea, a început să țină anual prelegeri la Ford Hall Forum⁠(d), răspunzând apoi la întrebările publicului. În timpul acestor discursuri și sesiuni de Q&A, a luat de multe ori poziții controversate pe teme politice și sociale la zi. Între acestea s-au numărat sprijinirea dreptului la avort, opoziția față de Războiul din Vietnam și serviciul militar obligatoriu⁠(d) (condamnând însă în același timp pe numeroșii evazioniști ai serviciului militar drept „vagabonzi”), sprijinirea Israelului în Războiul de Yom Kippur din 1973 împotriva unei coaliții de țări arabe drept „lupta oamenilor civilizați contra sălbaticilor”, afirmația că coloniștii europeni aveau dreptul să dezvolte terenurile luate de la amerindieni, și caracterizarea homosexualității drept „imorală” și „dezgustătoare”, în timp ce milita însă pentru abrogarea tuturor legilor ce o priveau. Ea a susținut mai mulți candidați republicani pentru funcția de Președinte al Statelor Unite, cel mai hotărât pe Barry Goldwater în 1964, a cărui candidatură a promovat-o în mai multe articole pentru The Objectivist Newsletter.

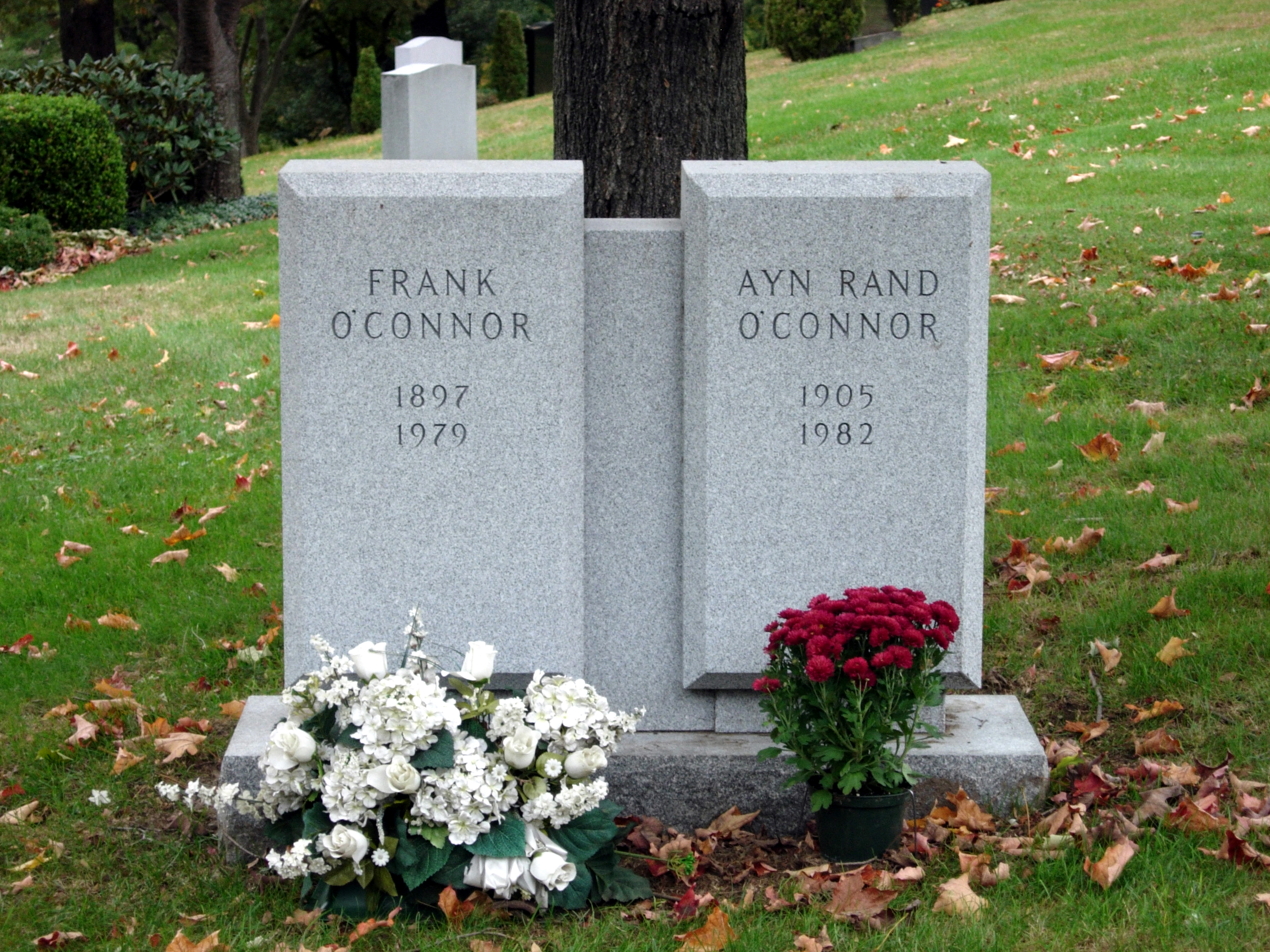
Mormântul lui Rand și al soțului ei la din

În 1964, Nathaniel Branden a început o aventură cu tânăra actriță Patrecia Scott, cu care mai târziu s-a căsătorit. Nathaniel și Barbara Branden și-au ținut relația ascunsă față de Rand. Când a aflat de ea în 1968, deși relația romantică cu Brandon era deja încheiată, Rand și-a încheiat relația cu soții Branden, ceea ce a condus la închiderea NBI. Rand a publicat un articol în The Objectivist, în care îl repudia pe Nathaniel Branden pentru necinste și pentru alte „comportamente iraționale din viața privată”. Branden și-a cerut mai târziu într-un interviu scuze de la „fiecare student al obiectivismului” pentru „perpetuarea misticii Ayn Rand” și pentru „contribuția la această atmosferă îngrozitoare de represiune intelectuală de care este impregnată mișcarea obiectivistă”. În anii următori, Rand s-a despărțit de mai mulți dintre colaboratorii săi apropiați.
Rand a fost operată de cancer pulmonar în 1974, după zeci de ani de fumat intens.
În 1976, s-a retras de la scrierea newsletterului și, în ciuda obiecțiilor ei inițiale, i-a permis Evvei Pryor, o asistentă socială de la avocatul ei, să o înscrie în sistemele de Siguranță Socială⁠(d) și Medicare⁠(d). În anii 1970, activitățile ei în cadrul mișcării obiectiviste au scăzut în intensitate, mai ales după moartea soțului ei, la 9 noiembrie 1979. Unul dintre ultimele ei proiecte a fost lucrul neterminat la o adaptare pentru televiziune a Revoltei lui Atlas.
Rand a murit de insuficiență cardiacă la 6 martie 1982, la casa ei din New York, și a fost înmormântată în Cimitirul Kensico, Valhalla, New York. La înmormântarea lui Rand au participat unii dintre adepții ei proeminenți, între care Alan Greenspan. Lângă sicriul ei a fost pusă o coroană de flori de 1,8 m în forma semnului dolar. În testamentul ei, Rand i-a lăsat toată averea lui Leonard Peikoff⁠(d).

## Filosofia
Rand și-a numit filosofia „obiectivism”, descriindu-i esența ca fiind „conceptul omului ca erou, cu propria lui fericire ca scop moral al vieții sale, cu realizarea sa productivă ca cea mai nobilă activitate, și cu rațiunea ca singurul lui absolut”. Ea considera obiectivismul o filosofie sistematică⁠(d) și a definit poziții în raport cu metafizica, epistemologia, etica, filosofia politică și estetica.
În metafizică, Rand sprijinea realismul filosofic, și respingea ceea ce ea considera a fi misticism sau supranaturalism, inclusiv toate formele de religie.
În epistemologie, ea considera toate cunoștințele ca bazate pe percepția senzorială, a căror valabilitate o considera axiomatică, și rațiunea, pe care o descria ca fiind „facultatea care identifică și integrează materialul furnizat de simțuri.” Ea respingea orice idee de cunoaștere neperceptivă sau a priori, inclusiv noțiunile de „«instinct» și «intuiție»  sau orice idee cum că omul «pur și simplu știe» ceva”. Rand susținea că cerințele cogniției determină criteriile obiective ale conceptualizării, idee pe care a rezumat-i sub forma unui brici filosofic⁠(d). Cunoscut sub numele de „briciul lui Rand”, el afirmă că „conceptele nu trebuie să fie multiplicate dincolo de necesitate—cu corolarul că: nici nu trebuie integrate cu ignorarea necesității.” În Introducere în epistemologia obiectivistă⁠(d), Rand prezenta o teorie a formării conceptelor și respingea dihotomia analitic–sintetic⁠(d).
În etică, Rand susținea egoismul rațional și etic (auto-interesul rațional), ca principiu moral director. Ea spunea că individul ar trebui să „existe pentru binele lui, nu sacrificându-se pentru alții și nici sacrificându-i pe alții la el”. Ea considera egoismul o virtute într-o carte cu acest titlu, în care își prezenta soluția pentru legea lui Hume⁠(d), descriind o teorie metaetică⁠(d) ce punea bazele moralității în nevoile „supraviețuirii omului ca om”. Ea condamna altruismul etic ca fiind incompatibil cu cerințele vieții umane și fericirii, și susținea că inițierea acțiunilor de forță este rea și irațională, scriind în Revolta lui Atlas că „forța și mintea sunt opuse.”
Filosofia politică a lui Rand sublinia drepturile individuale (inclusiv drepturile de proprietate), și considera capitalismul laissez-faire ca fiind singurul sistem social moral pentru că, în opinia ei, este singurul sistem bazat pe protecția acestor drepturi.
Ea s-a opus etatismului, concept în care includea teocrația, monarhia absolută⁠(d), nazismul, fascismul, comunismul, socialismul democratic și dictatura. În Candidații la președinție 1968, ea a susținut că fascismul și comunismul sunt „două bande rivale” ale statismului și a respins ideea opoziției între ele ca alegere frauduloasă între o dictatură a bogaților (fascismul) sau a săracilor (comunismul) în favoarea unei „clici conducătoare”, care elimina varianta capitalismului și libertății. Ea considera fascismul ca fiind un produs al stângii politice ca fiind socialist prin aceea că se opunea capitalismului.
Rand credea că drepturile naturale ar trebui să fie apărate de către un guvern limitat constituțional⁠(d). Deși opiniile sale politice sunt adesea clasificate ca fiind conservatoare sau libertariene, ea prefera termenul de „radical pentru capitalism”. Ea a colaborat cu conservatorii pe proiecte politice, dar nu era de acord cu ei pe probleme cum ar fi religia și etica. A denunțat libertarianismul, pe care îl asocia cu anarhismul. Anarhismul îl respingea ca teorie naivă bazată pe subiectivism și care putea duce în practică doar la colectivism.
În estetică, Rand definea arta ca o „recreare selectivă a realității conform judecăților de valoare metafizice ale unui artist.” Potrivit ei, arta permite prezentarea conceptelor filosofice într-o formă concretă, care poate fi ușor de înțeles, îndeplinind astfel o nevoie a conștiinței umane. Ca scriitoare, formă de artă pe care s-a axat Rand cel mai mult a fost literatura, unde a considerat romantismul a fi o abordare care reflectă cel mai fidel existența liberului arbitru uman. Și-a descris propria abordare a literaturii ca „realism romantic”.
Rand l-a recunoscut pe Aristotel drept cea mai mare influență asupra ei și a remarcat că în istoria filosofiei ar putea recomanda doar „trei A”—Aristotel, Toma de Aquino și Ayn Rand. Într-un interviu acordat în 1959 lui Mike Wallace⁠(d), când a fost întrebată de unde provine filosofia ei, ea a răspuns, „din propria mea minte, cu unica recunoaștere a unei datorii față de Aristotel, singurul filosof care m-a influențat. Am conceput restul filosofiei mele de una singură.” Cu toate acestea, ea a găsit la începuturi inspirație și în Friedrich Nietzsche, și unii intelectuali au descoperit urme ale influenței acestuia în însemnări timpurii din jurnalele lui Rand, în pasajele din prima ediție din Noi, cei vii (pe care Rand o revizuise ulterior), și în stilul ei general de scris. Cu toate acestea, înainte de a scrie The Fountainhead, Rand se întorsese împotriva ideilor lui Nietzsche, și câtă influență a avut acesta asupra ei chiar și în primii ani este încă subiect de dezbatere. Printre filosofii pe care Rand îi disprețuia în mod deosebit se număra Immanuel Kant, pe care îl denumea „monstru”, deși filozofii George Walsh și Fred Seddon susțineau că ea l-a interpretat greșit pe Kant și că a exagerat diferențele între ea și el.
Rand a afirmat că cele mai importante contribuții ale ei la filosofie au fost „teoria conceptelor, etica [ei], și descoperirea că în politică răul—încălcarea drepturilor—constă în inițierea forței.” Ea considera epistemologia o ramură fundamentală a filosofiei și susținerea rațiunii — cel mai important aspect al filosofiei ei, afirmând că „eu nu sunt în primul rând o susținătoare a capitalismului, ci a egoismului; și eu nu sunt în primul rând o susținătoare a egoismului, ci a rațiunii. Dacă se recunoaște supremația rațiunii și se aplică în mod consecvent, restul vine de la sine.”

## Recepția și posteritatea

### Recenzii
În timpul vieții lui Rand, munca ei a evocat atât laude extreme, cât și condamnări extreme. Primul roman al lui Rand, Noi, cei vii, a fost admirat de către criticul literar H. L. Mencken, piesa ei de teatru de pe Broadway Noaptea de 16 ianuarie, a fost un succes atât la critici cât și la public, iar The Fountainhead a fost salutat de către un referent de la The New York Times ca „magistral”. Romanele lui Rand au fost luate în derâdere de unii critici la publicarea lor inițială ca fiind lungi și melodramatice. Cu toate acestea, ele au devenit bestselleruri, în mare măsură datorită opiniilor cititorilor.
Primele recenzii primite de Rand au fost pentru Noaptea de 16 ianuarie. Ele au fost în mare parte pozitive, dar Rand considera chiar și recenziile pozitive ca fiind jenante din cauza schimbărilor semnificative efectuate în scenariul ei de către producător. Rand credea că primul ei roman, Noi, cei vii, nu a fost recenzat prea mult, dar biograful lui Rand, Michael S. Berliner, spunea că „a fost cel mai recenzat din oricare dintre operele ei”, cu aproximativ 125 de recenzii diferite publicate în peste 200 de publicații. Per ansamblu, aceste comentarii au fost mai pozitive decât recenziile primite pentru munca ulterioară. Nuvela ei din 1938 Imnul a primit puțină atenție din partea comentatorilor, atât la prima sa publicare în Anglia, cât și la republicările ulterioare.
Primul bestseller al lui Rand, The Fountainhead, a primit mult mai puține recenzii decât Noi, cei Vii, și părerile comentatorilor au fost împărțite. A existat un comentariu pozitiv în New York Times pe care Rand l-a apreciat foarte mult. Criticul a numit-o pe Rand „o scriitoare de mare putere” care scrie „bine, frumos și amar”, și a declarat că „nu poți citi această carte magistrală fără să te gândești la unele dintre conceptele de bază ale vremii noastre”. Au fost și alte comentarii pozitive, dar Rand le-a respins pe cele mai multe dintre ele, fie pentru că nu înțelegeau mesajul ei, fie pentru că veneau de la publicații lipsite de importanță. Unele comentarii negative se axau pe lungimea romanului, astfel unul l-a numit „o balenă de o carte” și un altul a spus „oricui îi place merită o lecție de raționalizare a hârtiei”. Alte comentarii negative spuneau că personajele nu atrag simpatie și că stilul lui Rand este „jignitor de prozaic”.
Romanul lui Rand din 1957 Revolta lui Atlas a fost foarte recenzat, și multe dintre comentarii au fost puternic negative. În National Review, autorul conservator Whittaker Chambers a numit cartea „pretențioasă” și „extrem de naivă”. El a descris tonul cărții drept „stridență fără margini” și a acuzat-o pe Rand să susțien un sistem fără Dumnezeu (pe care l-a comparat cu cel sovietic), susținând că „aproape din orice pagină din Revolta lui Atlas se aude o voce, de o dureroasă necesitate, poruncind: «La o camera de gazare—du-te!»” Revolta lui Atlas a primit recenzii pozitive de la câteva publicații, inclusiv laude din partea criticului de carte John Chamberlain⁠(d), dar biografa lui Rand, Mimi Reisel Gladstein⁠(d), scria mai târziu că „comentatorii păreau să se întreacă cine concepe cea mai inteligentă descurajare”, numindu-le „vorbării execrabile” și „un coșmar”; ei au spus că a fost „scris din ură” și că dă dovadă de „fanfaronadă și prolixitate lipsite de scupule”. Autoarea Flannery O'Connor⁠(d) scria într-o scrisoare adresată unui prieten că „ficțiunea lui Ayn Rand este la cel mai slab nivel posibil la care poate ajunge ficțiunea. Sper ca ai luat-o de pe jos din metrou și ai aruncat-o în primul coș de gunoi.”
Non-ficțiunea lui Rand a primit mult mai puține recenzii decât romanele. Substanța criticilor de la prima ei carte de non-ficțiune, For the New Intellectual⁠(d), a fost similară cu cea pentru Revolta lui Atlas, filosoful Sidney Hook⁠(d) asemănându-i certitudinea cu „felul în care se scrie filosofia în Uniunea Sovietică”, iar autorul Gore Vidal spunând că punctul său de vedere este „aproape perfect în imoralitatea sa”. Cărțile ei ulterioare au primit din ce în ce mai puțină atenție de la recenzenți.
La 100 de ani de la nașterea lui Rand, în 2005, Edward Rothstein⁠(d), în The New York Times, a scris despre operele ei de ficțiune că au fost o „fantezie retro” utopică și bizară, și un neo-romantism programatic de artist neînțeles, criticându-i personajele ca fiind „o respingere izolată a societății democratice”. În 2007, criticul literar Leslie Clark i-a descris ficțiunea ca „romane de dragoste cu o umbră de pseudo-filosofie⁠(d)”. În 2009, editorialistul GQ Tom Carson spunea depre cărțile ei că sunt „versiunea capitalistă a romanelor religioase pentru publicul mediu”, cum ar fi Ben-Hur și seria Left Behind.

### Interesul public
În 1991, un studiu realizat de Biblioteca Congresului și de Clubul Cartea Lunii⁠(d) i-a întrebat pe membrii clubului care este cea mai influentă carte din viața fiecăruia. Revolta lui Atlas a fost a doua cea mai populară alegere, după Biblie. Cărțile lui Rand continuă să fie vândute și să se citească, cu peste 29 de milioane de exemplare vândute în 2013 (circa 10% din total fiind achiziționat pentru distribuție gratuită în școli de către Institutul Ayn Rand⁠(d)). În 1998, cititorii Modern Library⁠(d) au votat Revolta lui Atlas cea mai bună lucrare de ficțiune a secolului al XX-lea, urmată de The Fountainehead pe locul al doilea, Imnul pe al șaptelea, și de Noi, cei vii pe al optulea; niciuna dintre cele patru nu a apărut pe lista criticilor. Deși influența lui Rand a fost mai mare în Statele Unite, a existat și interes internațional față de opera ei. Opera lui Rand continuă să fie printre cele mai vândute cărți în India.
Printre admiratorii contemporani ai lui Rand s-au numărat și alți romancieri, cum ar fi Ira Levin, Kay Nolte Smith⁠(d) și L. Neil Smith⁠(d), și unii scriitorii de mai târziu, cum ar fi Erika Holzer⁠(d) și Terry Goodkind⁠(d) au fost influențați de ea. Alți artiști care au citat-o pe Rand ca o importantă influență asupra vieții și gândirii lor au fost artistul de benzi desenate Steve Ditko și muzicianul Neil Peart de la Rush. Rand a oferit o viziune pozitivă asupra mediului de afaceri și, ca răspuns, managerii și antreprenorii au admirat-o și i-au promovat munca. John Allison⁠(d) de la Truist Financial⁠(d) și Ed Snider⁠(d) de la Comcast Spectacor⁠(d) au finanțat promovarea ideilor lui Rand, în timp ce Mark Cuban⁠(d), proprietarul echipei Dallas Mavericks, și John Mackey⁠(d), CEO al Whole Foods au fost printre cei care au declarat că Rand a jucat un rol crucial în succesul lor.
Rand și operele ei au fost menționate într-o varietate de mass-media: emisiuni de televiziune, inclusiv sitcom-uri animate, filme de comedie, dramă și emisiuni-spectacol, precum și în filme și jocuri video. Ea, sau un personaj bazat pe ea, figurează vizibil (în lumini pozitive și negative) în opere literare și romane SF ale unor importanți autori Americani. Nick Gillespie⁠(d), redactor-șef la Reason⁠(d), a remarcat că „Imortalitatea lui Rand este una supusă torturii, în care e la fel de probabil să fie o poata unei glume, sau protagonista ei...” și că „ironizările lui Rand ca personaj rece și inuman circulă prin cultura populară”. S-au făcut două filme despre viața lui Rand. Documentarul din 1997 Ayn Rand: Un sens al vieții⁠(d), a fost nominalizat la Premiul Oscar pentru film documentar. Pasiunea lui Ayn Rand⁠(d), o adaptare pentru televiziune realizată în 1999 după cartea cu același nume⁠(d), a câștigat mai multe premii. Imaginea lui Rand apare și pe un timbru american emis în 1999 în designul artistului Nick Gaetano⁠(d).

### Influența politică
Deși a respins etichetele de „conservatoare” și „libertariană”, Rand a avut o continuă influență în politica de dreapta și în libertarianism. Jim Powell⁠(d), un membru senior al Institutului Cato⁠(d), o consideră pe Rand una dintre cele mai importante trei femei (împreună cu Rose Wilder Lane⁠(d) și Isabel Paterson⁠(d)) ale libertarianismului American⁠(d) modern, iar David Nolan⁠(d), unul dintre fondatorii Partidului Libertarian, declarat că „fără Ayn Rand, mișcarea libertariană nu ar exista”. În scrierile sale de istoria mișcării libertariene⁠(d), jurnalistul Brian Doherty⁠(d) a descris-o ca „cel mai influent libertarian al secolului al XX-lea în publicul larg”, iar biografa Jennifer Burns spunea că este o poartă către „viața de dreapta”.

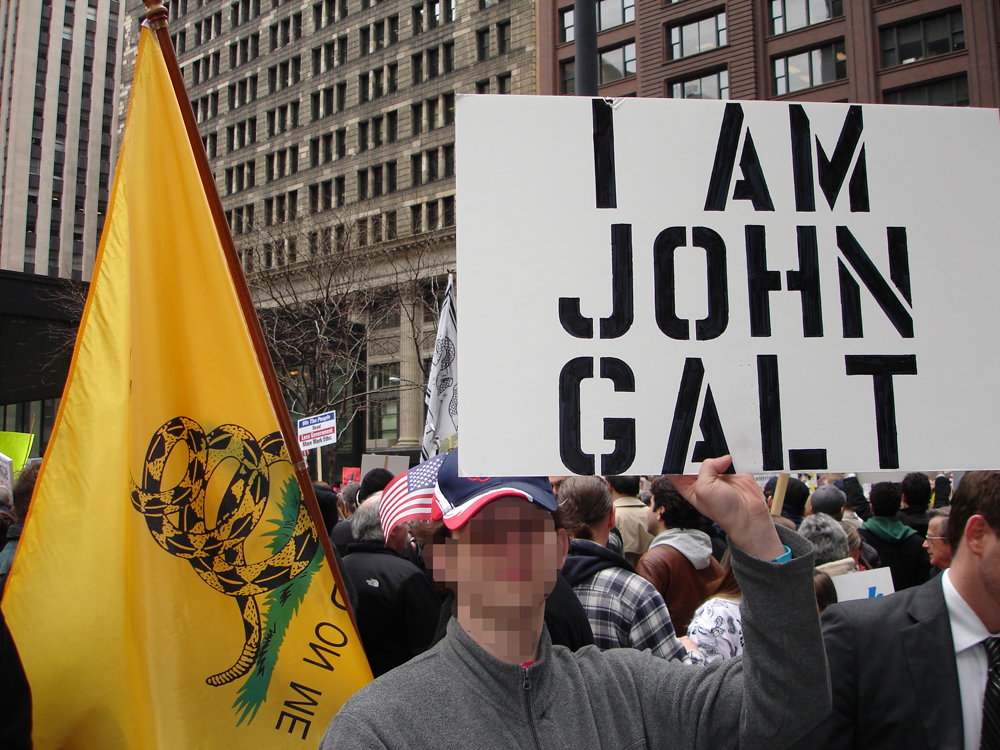
Un protestatar la un miting Tea Party din 2009 poartă un semn ce se referă la, eroul romanului lui Rand Revolta lui Atlas

Ea s-a confruntat cu o puternica opoziție a lui William F. Buckley Jr. și a altor colaboratori de la revista National Review. Aceasta a publicat în deceniile anilor 1950 și 1960 numeroase critici ale lui Whittaker Chambers, Garry Wills⁠(d) și M. Stanton Evans⁠(d). Cu toate acestea, influența ei în rândul conservatorilor i-a obligat pe Buckley și pe alți redactori de la National Review să reevalueze felul cum pot fi integrate noțiunile tradiționale de virtute și creștinism cu susținerea capitalismului.
Figurile politice care o citează Rand drept influență sunt, de obicei, conservatorii (de multe ori membri ai Partidului Republican american), deși Rand luase poziții atipice pentru conservatori, cum ar fi susținerea dreptului la avort⁠(d) și a ateismului. Un articol din 1987 din New York Times spune despre ea că este „romanciera prin excelență” a administrației Reagan⁠(d). Congressmeni republicani și analiști politici conservatori i-au recunoscut influența asupra vieții lor și au recomandat romanele ei.
Criza financiară din 2007-2008⁠(d) a stimulat o reînnoire a interesului față de opera sa, mai ales față de Revolta lui Atlas, pe care unii au considerat-o ca o prefigurare a crizei, iar articolele de opinie comparau evenimentele din lumea reală cu intriga romanului. În acest timp, pancarte ce făceau referire la Rand și la eroul ei fictiv John Galt⁠(d) au apărut la protestele Tea Party⁠(d). A crescut și intensitatea criticilor ideile ei, mai ales din partea stângii politice, unii critici punând criza economică pe seama egoismului și al piețelor libere, în special prin influența ei asupra lui Alan Greenspan. De exemplu, Mother Jones⁠(d) observa că „geniul special al lui Rand a fost întotdeauna capacitatea ei de a răsturna cu susul în jos ierarhiile tradiționale și de a-i prezenta pe cei înstăriți, capabili și puternici ca fiind oprimați”, echivalând bunăstarea individului randian cu cea a Volkului lui Goebbels. Corey Robin de la The Nation⁠(d) a făcut paralele între „sintaxa morală a randianismului” și fascism.

### Reacția academică
În timpul vieții lui Rand, opera ei nu a beneficiat de multă atenție din partea mediului academic. Când a apărut prima carte academică despre filosofia lui Rand în 1971, autorul a declarat că scrisul despre Rand este „o întreprindere perfidă”, care ar putea duce la „învinovățire prin asociere” doar pentru că o ia în serios. Câteva articole despre ideile lui Rand au apărut în reviste academice înainte de moartea sa în 1982, multe dintre ele în Pacific Philosophical Quarterly⁠(d). Una dintre acestea a fost articolul „Despre argumentul randian” al filosofului libertarian Robert Nozick, care a afirmat că argumentul ei metaetic⁠(d) este neîntemeiat și nu reușește să rezolve problema lui „este” și „trebuie”⁠(d) enunțată de David Hume. Au fost publicate și unele răspunsuri primite de Nozick de la alți filosofi academici, tot în The Personalist argumentând că a interpretat denaturat argumentele lui Rand. Considerațiile academice ale lui Rand ca personalitate literară în timpul vieții ei au fost și mai limitate. Mimi Gladstein a fost în imposibilitatea de a găsi orice articole intelectuale despre romanele lui Rand atunci când și-a început cercetarea în 1973, și doar trei astfel de articole au apărut în restul anilor 1970.
De la moartea lui Rand, interesul față de opera ei a crescut treptat. Istoricul Jennifer Burns identifica „trei valuri suprapuse” de interes academic față de Rand, dintre care cel mai recent este „o explozie intelectuală” începută pe la 2000. Cu toate acestea, sunt puține universitățile care în prezent au obiectivismul sau pe Rand ca specialități filosofice sau domenii de cercetare, multe facultăți de litere și filosofie respingând-o ca fenomen al culturii populare mai degrabă decât subiect de studiu serios.
Gladstein, Chris Matthew Sciabarra⁠(d), Allan Gotthelf⁠(d), Edwin A. Locke⁠(d) și Tara Smith⁠(d) au predat opera ei instituții academice. Sciabarra coeditează The Journal of Ayn Rand Studies⁠(d), o revistă academică nepartizană dedicată studiului operei literare și filosofice a lui Rand. În 1987, Gotthelf a contribuit la fondarea Societății Ayn Rand, împreună cu George Walsh și David Kelley, și a sponsorizat activ seminarii despre Rand și ideile ei. Smith a scris mai multe cărți academice și lucrări despre ideile lui Rand, între care Etica normativă a lui Ayn Rand: egoistul virtuos, un volum despre teoria etică a lui Rand, publicat de Cambridge University Press. Ideile lui Rand au fost subiect de studiu și pentru Universitățile Clemson⁠(d) și Duke. Oamenii de știință din literatura engleză și americană i-au ignorat în mare parte opera, deși atenția primită de literatura ei a crescut din 1990.
Deși cercetătorii lui Rand, Douglas Den Uyl și Douglas B. Rasmussen, subliniază în același timp importanța și originalitatea gândirii ei, îi descriu stilul ca „literar, hiperbolic și emoțional”. Filosoful Jack Wheeler spune că, în ciuda „neîncetatei grandilocvențe și continuei refulări ale furiei randiene”, etica lui Rand este „o foarte mare realizare, al cărei studiu este mult mai fructuos decât oricare altul în gândirea contemporană.” În Literary Encyclopedia⁠(d), despre Rand scria în 2001 John David Lewis⁠(d) că „a scris ficțiunea cea mai provocatoare din punct de vedere intelectual din generația ei”. Într-un interviu din 1999 acordat The Chronicle of Higher Education⁠(d), Sciabarra comenta: „eu știu că ei râd de Rand”, în timp ce prognoza o creștere a interesului față de opera ei în comunitatea academică.
Filosoful libertarian Michael Huemer a argumentat că foarte puțini oameni găsesc ideile lui Rand convingătoare, mai ales etica ei, pe care o consideră dificil de interpretat și, poate, lipsită de coerență logică. El pune atenția pe care o primește pe seama faptului că este o „scriitoare convingătoare”, mai ales ca romancieră. Astfel, Revolta lui Atlas întrece la vânzări operele de non-ficțiune ale lui Rand, precum și lucrările altor filosofi ai liberalismului clasic, precum Ludwig von Mises, Friedrich Hayek sau Frederic Bastiat.
Politologul Charles Murray⁠(d), deși îi laudă realizările literare, o critică pentru că susținea că singura ei „datorie filosofică” este față de Aristotel, afirmând, în schimb, că ideile ei au fost dezvoltate de la gânditori anteriori, cum ar fi John Locke și Friedrich Nietzsche.
Deși Rand a susținut că obiectivismul este un sistem filosofic integrat, filozoful Robert H. Bas susține că o ideile ei etice centrale sunt inconsistente și contradictorii cu ideile ei politice centrale.

### Mișcarea obiectivistă
În 1985, moștenitorul lui Rand, Leonard Peikoff, a înființat Ayn Rand Institute⁠(d), o organizație non-profit dedicată promovării ideilor și operei lui Rand. În 1990, filosoful David Kelley⁠(d) a fondat Institutul pentru Studii Obiectiviste, acum cunoscut sub numele de Societatea Atlas⁠(d). În 2001, istoricul John Rhum a organizat Anthem Foundation for Objectivist Scholarship, care oferă granturi pentru lucrări științifice despre obiectivism în mediul academic. Fundația de binefacere a BB&T Corporation a acordat și ea granturi pentru predarea ideilor și operelor lui Rand. Universitatea Texasului din Austin, Universitatea din Pittsburgh, și Universitatea Carolinei de Nord din Chapel Hill sunt printre școlile care au primit astfel de granturi. În unele cazuri, aceste granturi au fost controversate deoarece impun cercetarea sau predarea unor subiecte despre Rand.